# 三巨站
三巨站（韓語：삼거역）是朝鮮民主主義人民共和國咸鏡南道荣光郡的一個鐵路車站，属于长津线。

## 邻近车站
长津线
下岐川站 - 三巨站 - 堡莊站